# Семпроніано
Семпроніано (італ. Semproniano) — муніципалітет в Італії, у регіоні Тоскана, провінція Гроссето.
Семпроніано розташоване на відстані близько 125 км на північний захід від Рима, 120 км на південь від Флоренції, 36 км на схід від Гроссето.
Населення — 1086 осіб (2014).

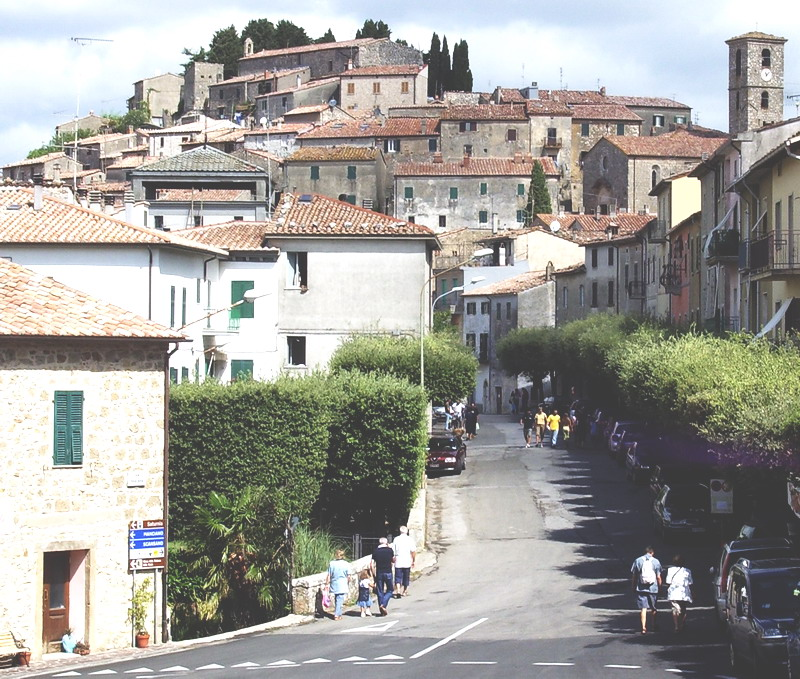

Щорічний фестиваль відбувається 22 січня. Покровитель — Vincenzo.

## Демографія
Населення за роками:

Станом на 1 січня 2023 року в муніципалітеті офіційно проживало 95 іноземців з 20 країн, серед них 61 громадянин країн Євросоюзу та 5 громадян України.

## Сусідні муніципалітети
- Кастелл'Аццара
- Манчіано
- Роккальбенья
- Санта-Фйора
- Сорано